# 若きサスキアの肖像
『若きサスキアの肖像』（わかきサスキアのしょうぞう、独: Saskia van Uylenburgh als Mädchen、英: Portrait of the Young Saskia）、または 『微笑む若い女性の胸像、おそらくサスキア・ファン・アイレンブルフ』（ほほえむわかいじょせいのきょうぞう、おそらくサスキア・ファン・アイレンブルフ、蘭: Borststuk van een lachende vrouw, mogelijk Saskia van Uylenburgh、英: Bust of a young woman smiling, possibly Saskia van Uylenburgh） は、17世紀オランダ絵画黄金時代の巨匠レンブラント・ファン・レインが1633年にオーク板上に油彩で制作した絵画である。画面下部左側に「Rembrandt. Fe. 1633」と署名と制作年が記されている。作品はポーランド王アウグスト3世のコレクションに由来し、現在、ドレスデンのアルテ・マイスター絵画館に所蔵されている。

## 作品

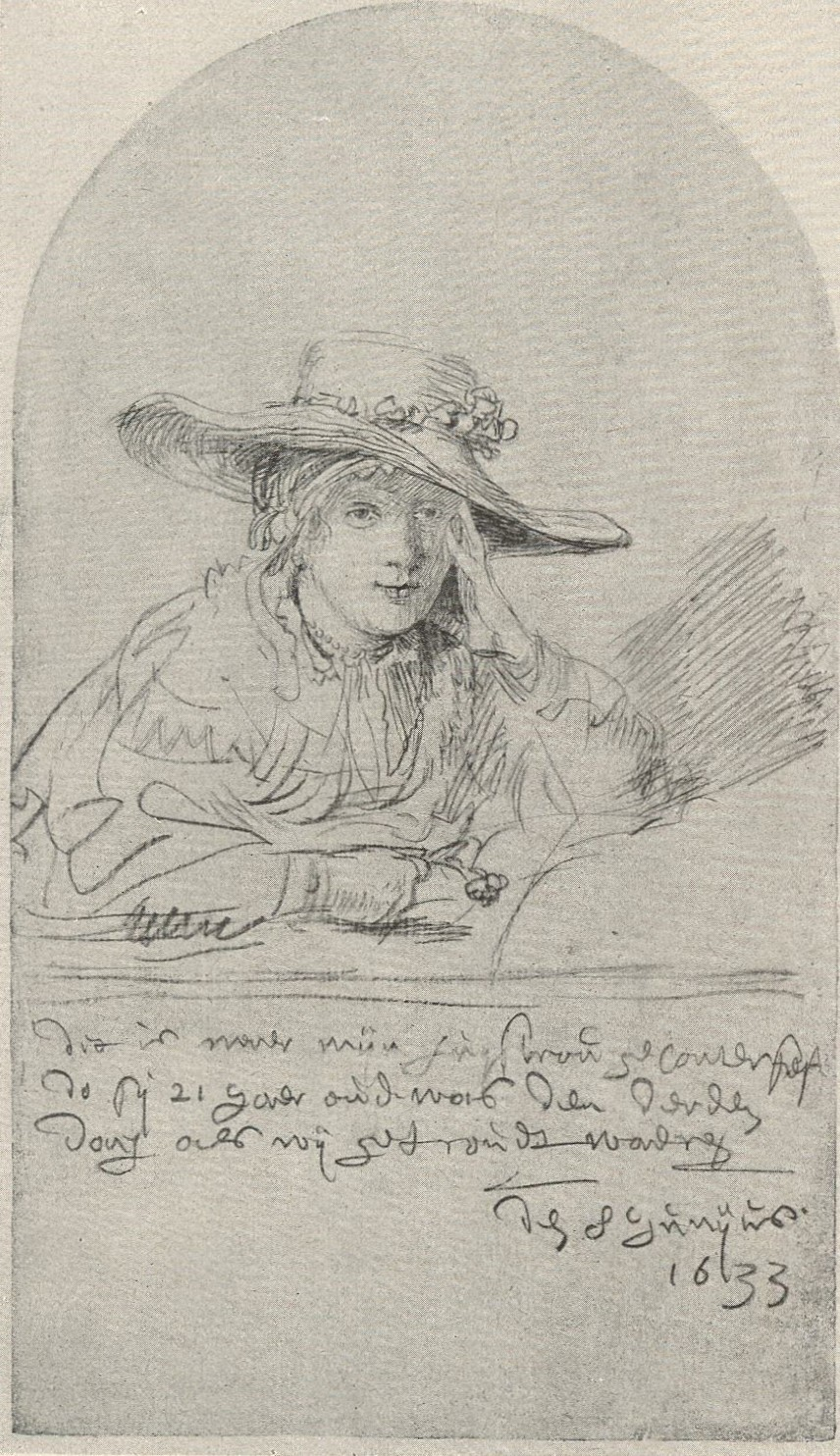
レンブラントの素描『サスキア・ファン・アイレンブルフ』 (1633年)、ベルリン国立版画素描館

レンブラントは、この肖像画を描いた1633年に当時21歳であったサスキア・ファン・アイレンブルフと婚約した。彼女はレンブラントより6歳ほど若く、レンブラントがアムステルダムに移った最初の年にいっしょに仕事をしていた美術商ヘンドリック・ファン・アイレンブルフの姪であった。画面に表されている女性は明らかにサスキアであろう。彼女の顔立ちは、同年に描かれた素描によって伝えられている。
画面には、羽飾りのついた赤い帽子を被った若い女性が半身で表されている。彼女のなまみかしい微笑みや、かすかに細めた目、顔の上部にかかる巧みな影、そして絵画的な古代風の衣装などは、同時代の肖像画の伝統には当てはまらない要素である。一方で、これらの要素は、レンブラントの作品に大きな役割を果たしたトローニーの特徴でもある。したがって、本作は17世紀当時、歴史画の登場人物の頭部習作として見られていた可能性が高い。
さらに、レンブラントは、本作を一般に知られていた図像学の伝統とも関連づけているように思われる。それによると、口を開いて好意的な笑顔を浮かべた人物の描写は、恋をしていることを示していた。ちなみに、当時、そのような感情の動きを描くことは肖像画としては珍しく、また無作法なものと思われていた。サスキアの笑みは当然、眼前でこの肖像画を描いている画家レンブラントに向けられている。
圧倒的に斬新で自由な筆触、薄塗りによるやわらかなぼかし、極端な厚塗りの描き分け、洗練された光と影の描き分け、そして色彩の鮮やかさなどの技法の点で、レンブラントはこの初期の作品ですでに完成の域に達していたことがわかる。上述のように、帽子のつばの影がサスキアの顔上半分に落ちているところは、光の効果に敏感であったレンブラントの特質を物語っている。